# Bruno Podesser

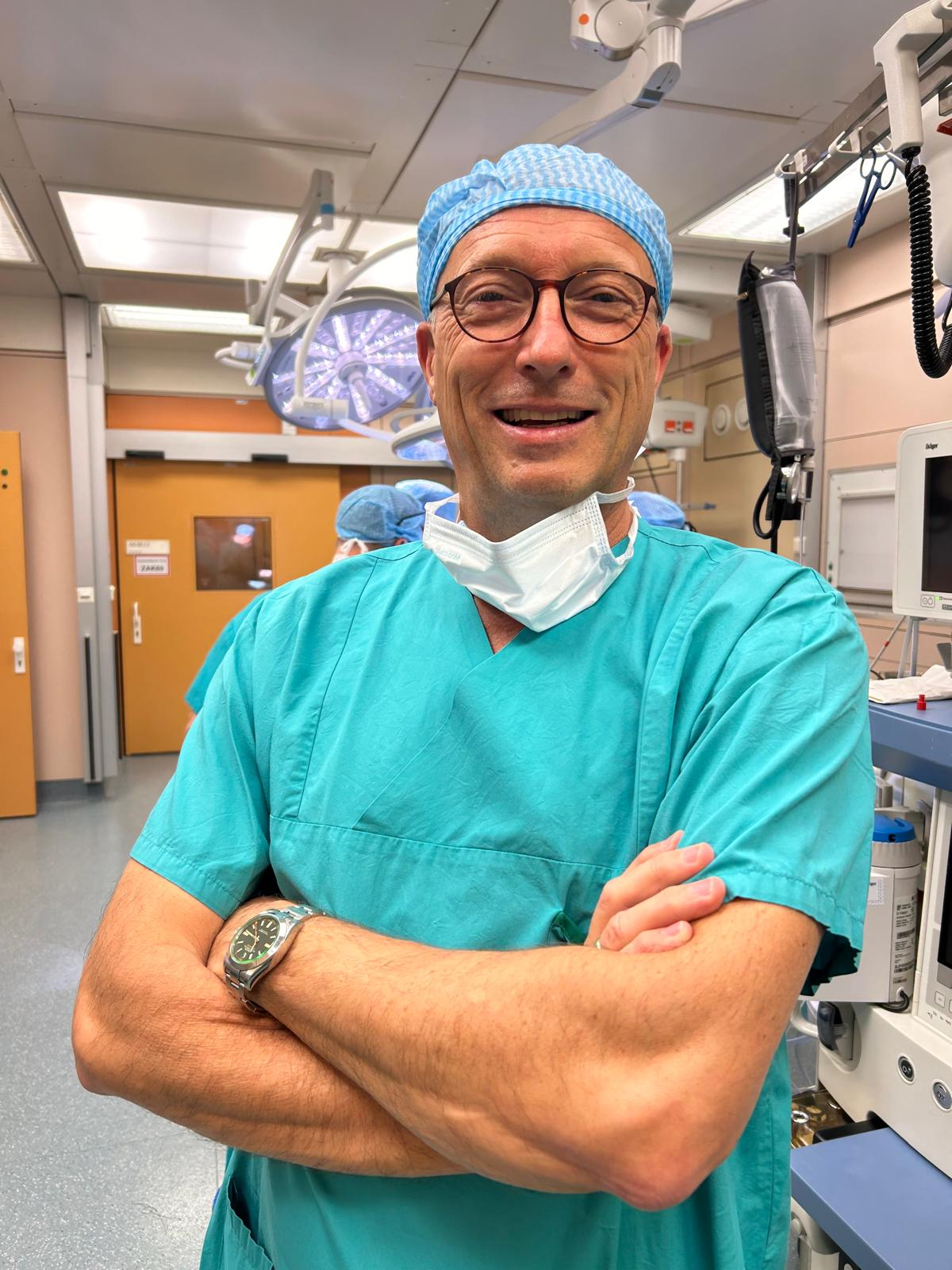
Bruno Podesser im Operationssaal

Bruno Karl Podesser (* 21. Dezember 1964 in Lienz) ist ein österreichischer Mediziner. Er ist Universitätsprofessor für Labortierkunde sowie Assoziierter Professor für Chirurgie und Herzchirurgie an der Medizinischen Universität Wien.

## Leben
Nach seiner Promotion zum Doktor der Medizin an der Universität Wien (1991) nahm er ein Studium der Ethnologie auf. 1992 begann er mit der Ausbildung zum Chirurgen an der II. Chirurgischen Universitätsklinik des AKH Wien (bei Ernst Wolner). 1996/7 ging er mit einem Max-Kade-Stipendium als Postdoc an die Boston University zu Carl S. Apstein. Nach seiner Rückkehr 1997/8 übernahm er die Funktion des Transplant-Assistenten am AKH Wien. Seit 1998 operiert er als Oberarzt an der Klinischen Abteilung für Herzchirurgie des Universitätsklinikums St. Pölten. 2001 erfolgte seine Habilitation in Chirurgie und Herzchirurgie an der Medizinischen Fakultät der Universität Wien. 2006 wurde er Koordinator des neugegründeten Ludwig-Boltzmann-Clusters für Kardiovaskuläre Forschung, aus dem später das Ludwig-Boltzmann-Institut für Kardiovaskuläre Forschung hervorging, und in dem er seither als Mitglied des Board of Directors fungiert.
2007 war Bruno Podesser Visiting Professor am Brigham and Women’s Hospital Boston, Harvard Medical School unter Lawrence H. Cohn.
Seit 2014 ist er Professor für Labortierkunde und Leiter des medizinisch-theoretischen Zentrums für Biomedizinische Forschung und Translationale Chirurgie an der Medizinischen Universität Wien.

## Privates
Podesser ist verheiratet mit der Zahnärztin Birgit Podesser und hat eine Tochter und einen Sohn.

## Forschungsschwerpunkte
Klinische und angewandte Grundlagenforschung des Herzkreislaufsystems wie Perioperative Myokardprotektion, Organprotektion, Pathophysiologie des postMI-remodelings, Pathophysiologie der Herzinsuffizienz, Genetik kardiovaskulärer Erkrankungen, Klinische Outcome-Forschung.
Eine seiner internationalen Kooperationen umfasste eine neue Technologie für eine Herzklappe - gemeinsam mit dem Herzchirurgen Peter Zilla und seinem Team von der Universität Kapstadt. Sie soll speziell bei rheumatischem Fieber eingesetzt werden, an dem in Entwicklungsländern rund 30 Millionen Menschen leiden.
Für Oktober 2020 war die Erstanwendung am Menschen geplant, doch die Corona-Reisebeschränkungen kamen dazwischen. Um dennoch die für die Zulassung nötigen Implantationen am Tier durchzuführen, wurde die Einführung und die Positionierung der Klappe in Wien durchgeführt und von den Experten aus Kapstadt per Zoom überwacht und gesteuert.

## Patente (Auswahl)
- 2010: Pharmaceutical Preparations comprising a COS releasing compound, (gem. m. G. Brunhofer-Bolzer, T. Erker, C. Studenik und G. Pomper), Patent Nr. EP09180821.2[4]
- 2019: Blood Sampling Tube for measuring viscosity of blood, and blood viscosity measuring device (gem. mit R. Plasenzotti et al.) PCT/JP2019051533

## Publikationen (Auswahl)
- Podesser ist Autor und Co-Autor von 214 peer-reviewed Publikationen mit einem Impact-Faktor über 1710, h-Faktor 42.[5]
- New solutions for the heart - an update in advanced perioperative protection, gemeinsam mit D.J.Chambers (2011), Springer Verlag, ISBN 978-3-211-85547-8
- Jubiläumsschrift 50x2 - 80 - 33 - 10, gemeinsam mit Susanne Krejsa MacManus (2024), Wien, ISBN 978-3-903257-07-8
- Er fungiert als Associate Editor für das Europäische Journal of Cardiothoracic Surgery, dem Open-access Journal der Heart Failure Association of the European Society of Cardiology (ESC) sowie dem Journal of Cardiovascular Pharmacology and Toxicology.

## Weitere Funktionen (Auswahl)
Seit 2017 ist Podesser Generalsekretär der Österreichischen Gesellschaft für Chirurgische Forschung, von 2006 bis 2007 war er deren Präsident. Seine Schwerpunkte sind die Einbindung der Nachbargesellschaften aus Deutschland und Ungarn sowie die Nachwuchsförderung.
Er ist Vizepräsident der im September 2017 gegründeten Cardiac Surgery Intersociety Alliance (CSIA) und nahm im Juli 2024 als Mentor an der 1. Partner-Trainingswoche im Maputo Central Hospital in Mosambik teil.

## Auszeichnungen (Auswahl)
- 2022 Verleihung des Ehrendoktorates der Semmelweis-Universität Budapest (Ungarn)[8]
- 2021 Adjunct Professor am Cape Heart Institut, Universität von Kapstadt
- 2019 Ehrenmitglied der Ungarischen Gesellschaft für Kardiologie
- 2018 und 2017 Wolfgang-Denk-Preis der Österreichischen Gesellschaft für Herz- und thorakale Gefäßchirurgie
- 2010/2008/2007/2006 Carl Apstein Award (Cardiovascular Research Days), D-A-CH Societies of Cardiothorac Surgery and Cardiology
- 2004 Hancock Preis der Deutschen Gesellschaft für Thorax-, Herz- und Gefäßchirurgie
- 2003 Theodor-Billroth Preis der Österreichischen Gesellschaft für Chirurgie
- 2002 Innovation Award der European Society for Artificial Organs